# Carmina Albaladejo Ochogavía
Carmina Albaladejo Ochogavía   (Illes Balears) és una executiva de la marca de calçat mallorquina Carmina Shoemaker.
Va néixer en una família de sabaters artesans, amb quatre generacions de dedicació a l'ofici. El 2018 va començar a treballar en el desenvolupament de l'empresa i des del 2020 és la cap d'operacions de la marca i, per tant, la responsable de les botigues de la marca a Palma, Madrid, Barcelona, París, Nova York, i San Francisco.
El 2025 fou escollida com una de les 50 dones més influents de les Illes Balears per la revista Forbes.